# 洛皮塔勒-苏罗什福尔
洛皮塔勒-苏罗什福尔（法語：L'Hôpital-sous-Rochefort，法語發音：[lopital su ʁɔʃfɔʁ]，意为“罗什福尔下方的洛皮塔勒”）是法国卢瓦尔省的一个市镇，属于蒙布里松区。该市镇总面积1.15平方公里，2009年时的人口为113人。

## 人口
洛皮塔勒-苏罗什福尔人口变化图示